# Discovery Home & Health (Latinoamérica)
Discovery Home & Health es un canal de televisión propiedad de Warner Bros. Discovery cuya programación se basa en producciones de salud, cocina, belleza y hogar dirigido al público femenino. El canal tiene señales localizadas para Latinoamérica, Australia, Irlanda, Hong Kong y el Sudeste Asiático.
La versión del canal para Latinoamérica transmite desde la Ciudad de México y está compuesta por 5 señales: 4 para Hispanoamérica con programación en español, y una para Brasil con programación en portugués.
- Datos: Q2674211